# Mamadou Aliou Kéïta
Mamadou Aliou Kéïta   (Guinea, 1 de gener de 1952 - Conakry, 11 d'abril de 2004), anomenat N'Jo Léa en referència al jugador camerunès Eugène N'Jo Léa, fou un futbolista guineà de la dècada de 1970.
Fou internacional amb la selecció de futbol de Guinea. Pel que fa a clubs, destacà a Hafia Football Club de Conakry.